# Мала вас-при-Гросуплєм
Мала вас-при-Гросуплєм (словен. Mala Stara vas) — поселення в общині Гросуплє, Осреднєсловенський регіон, Словенія. Висота над рівнем моря: 345,2 м.